# 1973 Голяма награда на Бразилия
1973 Голяма награда на Бразилия е 1-вото за Голямата награда на Бразилия и втори кръг от сезон 1973 във Формула 1, провежда се на 11 февруари 1973 година на пистата Интерлагос в Сао Пауло, Бразилия.

## Репортаж
За първи път Бразилия попада в календара за сезон 1973, след успешното не-шампионатно състезание провело се през 1972, както и огромната популярност на Емерсон Фитипалди. И докато отборът на Шадоу реши да останат в Европа за повече тестови километри, Съртис нае за това състезание местния пилот Луис Буено да кара миналогодишния болид TS9B.

### Квалификация
Лотус отново доминират в квалификацията като Рони Петерсон постига първата си пол-позиция, изпреварвайки местния герой Е. Фитипалди с две десети. След тях на секунда от Лотус-ите са Джаки Икс с Ферари, Клей Регацони, Дени Хълм (който е избран като президент на Асоциацията на Гран При пилотите), Карлос Паче, Карлос Ройтеман, Джеки Стюарт, Франсоа Север и Жан-Пиер Белтоаз. Буено регистрира време с близо 12 секунди по-бавно от Петерсон, но е допуснат да стартира в състезанието.

### Състезание
Около 80 хиляди зрители виждат успешния старт на Емерсон, повеждайки колоната към първия завой пред Паче, Стюарт, Петерсон, Икс, Уилсън Фитипалди, Белтоаз, Питър Ревсън, Север и Майк Хейлууд, докато Хълм и Регацони загубиха много позиции, поради проблеми по техните болиди. Брабам-ът на Уилсън Фитипалди получи повреда по водния маркуч, което принуди бразилеца да влезе в бокса след преполовяването на първата обиколка, докато неговия по-малък брат вече води със секунда пред Паче.
Пред Паче се оформи група от Стюарт, Петерсон и Икс, които се доближават до Съртис-а, а след принудителното влизане в бокса отстрана на Уилсън Фитипалди, Белтоаз се изкачи до шестата позиция, пред Ревсън, Север, Хейлууд, Карлос Ройтеман и останалите до Буено. Уилсън излезе от бокса след дълъг стоп, но след няколко обиколки прибра болида си, а Стюарт намирайки болида по-контролируем в състезанието, отколкото в квалификацията изпревари Паче за второто място. Проблем по скоростната кутия сложи край на състезанието на Ревсън, след края на втората обиколка.
В 3-та обиколка Петерсон също мина пред Паче, докато прогреса на Хейлууд е забавен с проблем в двигателя, позволявайки на Север и Ройтеман да го изпреварят. Само обиколка по-късно аржентинеца е принуден и той да влезе в бокса с проблем в дросела. Петерсон започна да преследва Стюарт, преди да загуби контрол, след като един от задните гуми се спука и го изпрати в мантинелите. Скоро Хейлууд отпада от състезанието, както Марч-а на Жан-Пиер Жарие и Паче три обиколки по-късно с проблеми по задното окачване.
Фитипалди има комфортна преднина от пет секунди пред Стюарт, след преполовяване на една-четвърт от състезанието, с Икс по-назад на трета позиция. Белтоаз се намира четвърти, но под атаките на преследващите го Хълм, Север, Регацони и Артуро Мерцарио. В 12-а обиколка Макларън-а на новозеландеца изпревари БРМ на Белтоаз, а три обиколки по-късно подмина и Ферари-то на Икс за трето място. Север загуби мястото си в точките, след като амортисьора на неговия Тирел се откачи, което даде шанс на Регацони, чийто V12 върви по-добре на трасето в Интерлагос да влезе в зоната на точките.
Икс е изпреварен и от Белтоаз в 16-а обиколка, а причината е спукана гума, която принуди белгиеца да влезе в бокса. Механиците по погрешка сложиха една от гумите предназначена за Мерцарио, което още повече влоши управлението по болида на Икс и се върна на осма позиция. Майк Бютлър прибра и втория Марч в бокса след като неговия Косуърт загуби няколко цилиндъра. Ники Лауда спря БРМ-а си след като двигателя му отказа, преди австриеца да стартира болида си отново след бърза поправка. Шансовете за добро класиране за британския отбор се изпариха, когато първо Белтоаз спря с проблем в батерията причинена от камък, а Регацони спря за смяна на една от предните гуми която е сериозно износена.
Действащият световен шампион Е. Фитипалди пресече финалната права за радост на местната публика. Стюарт записа пореден добър резултат, след проблемите по неговия болид през целия уикенд, докато третото място на Хълм е максимума което постигна. Мерцарио премина финала пред съотборника си Икс, докато Регацони взе последната точка, след като изпревари Хоудън Гънли в последната обиколка.

## Класиране
| Поз | No | Пилот             | Конструктор      | Обиколки | Време/Отпадане | Място | Точки |
| --- | -- | ----------------- | ---------------- | -------- | -------------- | ----- | ----- |
| 1   | 1  | Емерсон Фитипалди | Лотус-Форд       | 40       | 1:43:55.6      | 2     | 9     |
| 2   | 3  | Джеки Стюърт      | Тирел-Форд       | 40       | + 13.5         | 8     | 6     |
| 3   | 7  | Дени Хълм         | Макларън-Форд    | 40       | + 1:46.4       | 5     | 4     |
| 4   | 10 | Артуро Мерцарио   | Ферари           | 39       | + 1 Об.        | 17    | 3     |
| 5   | 9  | Джеки Икс         | Ферари           | 39       | + 1 Об.        | 3     | 2     |
| 6   | 14 | Клей Регацони     | БРМ              | 39       | + 1 Об.        | 4     | 1     |
| 7   | 19 | Хоудън Гънли      | Исо Малборо-Форд | 39       | + 1 Об.        | 14    |       |
| 8   | 16 | Ники Лауда        | БРМ              | 38       | + 2 Об.        | 13    |       |
| 9   | 20 | Нани Гали         | Исо Малборо-Форд | 38       | + 2 Об.        | 18    |       |
| 10  | 4  | Франсоа Север     | Тирел-Форд       | 38       | + 2 Об.        | 9     |       |
| 11  | 17 | Карлос Ройтеман   | Брабам-Форд      | 38       | + 2 Об.        | 7     |       |
| 12  | 23 | Луис Буено        | Съртис-Форд      | 36       | + 4 Об.        | 20    |       |
| Отп | 15 | Жан-Пиер Белтоаз  | БРМ              | 23       | Електро        | 10    |       |
| Отп | 12 | Майк Бютлър       | Марч-Форд        | 18       | Прегряване     | 19    |       |
| Отп | 6  | Карлос Паче       | Съртис-Форд      | 9        | Окачване       | 6     |       |
| Отп | 5  | Майк Хейлууд      | Съртис-Форд      | 6        | Ск.кутия       | 14    |       |
| Отп | 11 | Жан-Пиер Жарие    | Марч-Форд        | 6        | Ск.кутия       | 15    |       |
| Отп | 2  | Рони Петерсон     | Лотус-Форд       | 5        | Колело         | 1     |       |
| Отп | 18 | Уилсън Фитипалди  | Брабам-Форд      | 5        | Прегряване     | 11    |       |
| Отп | 8  | Питър Ревсън      | Макларън-Форд    | 3        | Ск.кутия       | 12    |       |

## Класиране след състезанието
| Поз | Пилот             | Точки |
| --- | ----------------- | ----- |
| 1   | Емерсон Фитипалди | 18    |
| 2   | Джеки Стюърт      | 10    |
| 3   | Франсоа Север     | 6     |
| 4   | Дени Хълм         | 6     |
| 5   | Джеки Икс         | 5     |
| 6   | Артуро Мерцарио   | 3     |
| 7   | Клей Регацони     | 1     |
| 8   | Уилсън Фитипалди  | 1     |

| Поз | Конструктор   | Точки |
| --- | ------------- | ----- |
| 1   | Лотус-Форд    | 18    |
| 2   | Тирел-Форд    | 12    |
| 3   | Макларън-Форд | 6     |
| 4   | Ферари        | 6     |
| 5   | БРМ           | 1     |
| 6   | Брабам-Форд   | 1     |